# Imunogenicidade
A imunogenicidade é a capacidade de uma substância estranha, como um antígeno, de provocar uma resposta imune no corpo de um ser humano ou de outro animal. Pode ser desejado ou indesejado:
- A imunogenicidade desejada está tipicamente relacionada às vacinas, onde a injeção de um antígeno (a vacina) provoca uma resposta imune contra o patógeno, protegendo o organismo de futuras exposições. A imunogenicidade é um aspecto central do desenvolvimento de vacinas.[1]
- A imunogenicidade indesejada é uma resposta imune de um organismo contra um antígeno terapêutico. Essa reação leva à produção de anticorpos antifármacos (ADAs), inativando os efeitos terapêuticos do tratamento e potencialmente induzindo efeitos adversos.[2]

Um desafio na bioterapia é prever o potencial imunogênico de novas proteínas terapêuticas. Por exemplo, os dados de imunogenicidade de países de alta renda nem sempre são transferíveis para países de baixa e média renda. Outro desafio é considerar como a imunogenicidade das vacinas muda com a idade. Portanto, conforme declarado pela Organização Mundial da Saúde, a imunogenicidade deve ser investigada em uma população-alvo, uma vez que os testes em animais e modelos in vitro não podem prever com precisão a resposta imune em humanos.

## Potência imunogênica antigênica
Muitos lipídios e ácidos nucleicos são moléculas relativamente pequenas e podem ter propriedades não imunogênicas. Consequentemente, eles podem requerer conjugação com um epítopo, como uma proteína ou polissacarídeo, para aumentar a potência imunogênica de modo que possam evocar uma resposta imune.
- Proteínas e poucos polissacarídeos possuem propriedades imunogênicas, o que lhes permite induzir respostas imunes humorais.[8]
- Proteínas e alguns lipídios / glicolipídios podem servir como imunógenos para imunidade mediada por células.
- As proteínas são significativamente mais imunogênicas do que os polissacarídeos.[9]

## Características do antígeno
A imunogenicidade é influenciada por múltiplas características de um antígeno :
- Distância filogenética
- Tamanho molecular
- Densidade de epítopo
- Composição química e heterogeneidade

- - Estrutura da proteína
  - Polímeros sintéticos
  - D-aminoácidos

- Degradabilidade (capacidade de ser processado e apresentado como peptídeo MHC para células T)

## Epítopos de células T
O conteúdo do epítopo da célula T é um dos fatores que contribui para a antigenicidade. Da mesma forma, os epítopos de células T podem causar imunogenicidade indesejada, incluindo o desenvolvimento de ADAs. Um determinante chave na imunogenicidade do epítopo das células T é a força de ligação dos epítopos das células T às moléculas dos principais complexos de histocompatibilidade (MHC ou HLA ). Os epítopos com afinidades de ligação mais altas são mais prováveis de serem exibidos na superfície de uma célula. Como o receptor de células T de uma célula T reconhece um epítopo específico, apenas certas células T são capazes de responder a um certo peptídeo ligado ao MHC na superfície celular.
Quando drogas terapêuticas de proteínas (como em enzimas, monoclonais, proteínas de substituição) ou vacinas são administradas, células apresentadoras de antígenos (APCs), como células B ou células dendríticas, apresentarão essas substâncias como peptídeos, que as células T podem reconhecer. Isso pode resultar em imunogenicidade indesejada, incluindo ADAs e doenças autoimunes, como trombocitopenia autoimune (ITP) após a exposição à trombopoietina recombinante e aplasia eritrocitária pura, que foi associada a uma formulação particular de eritropoietina (Eprex).

## Anticorpos monoclonais

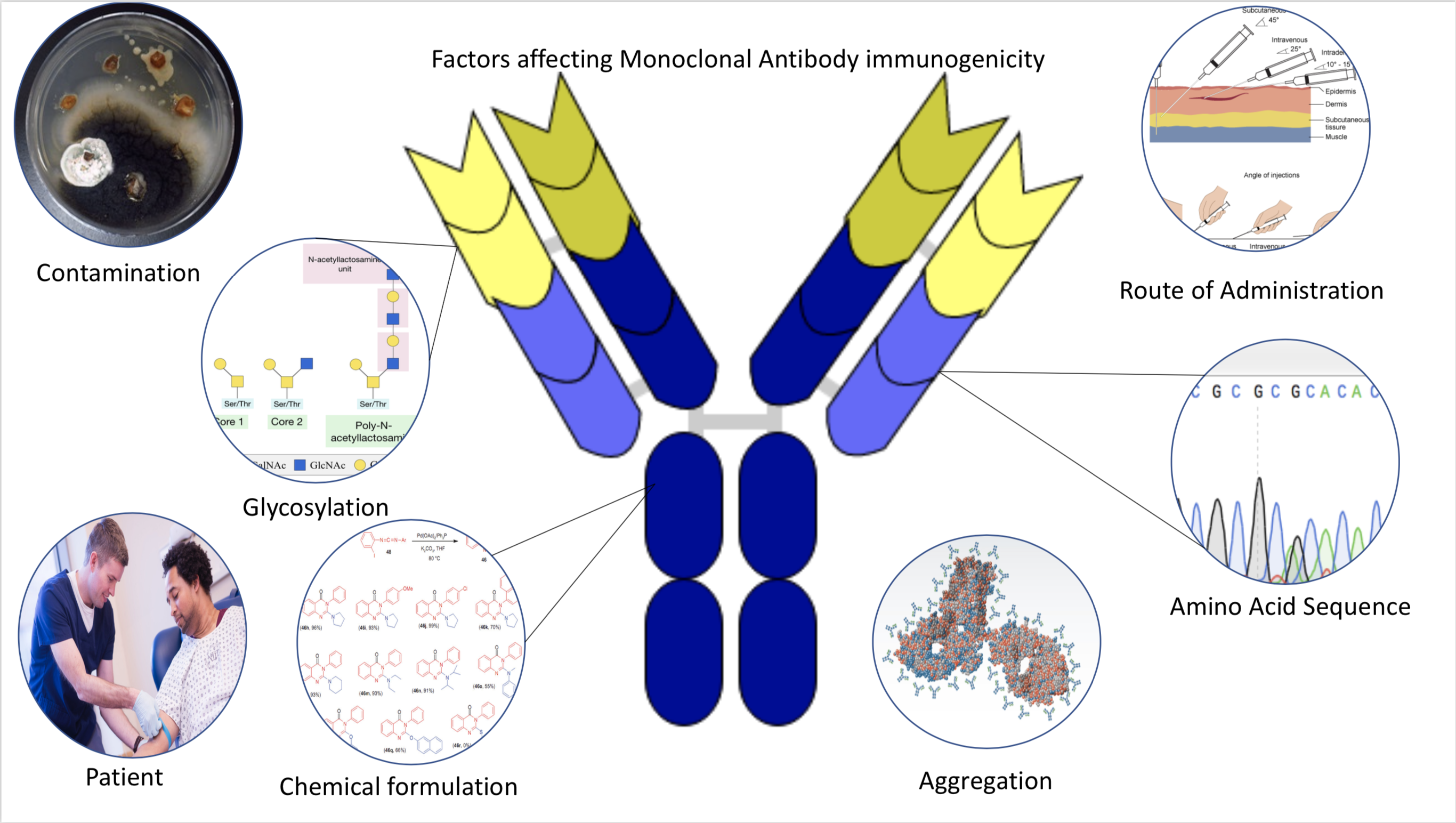
Fatores que afetam a imunogenicidade de anticorpos monoclonais

Os anticorpos monoclonais terapêuticos (mAbs) são usados para várias doenças, incluindo câncer e artrite reumatóide. Consequentemente, a alta imunogenicidade limitou a eficácia e foi associada a reações graves à infusão. Embora o mecanismo exato não seja claro, suspeita-se que os mAbs estão induzindo reações de infusão ao desencadear interações de antígeno de anticorpo, como o aumento da formação de anticorpos imunoglobulina E (IgE), que podem se ligar aos mastócitos e subsequente desgranulação, causando sintomas semelhantes aos da alergia bem como a liberação de citocinas adicionais.
Várias inovações na engenharia genética resultaram na diminuição da imunogenicidade (também conhecida como desimunização ) dos mAbs. A engenharia genética levou à geração de anticorpos humanizados e quiméricos, trocando as regiões constantes e complementares murinas das cadeias de imunoglobulinas com as contrapartes humanas. Embora isso tenha reduzido a imunogenicidade às vezes extrema associada com mAbs murinos, a antecipação de que todos os mAbs totalmente humanos não teriam propriedades imunogênicas indesejadas permanece não cumprida.

## Métodos de avaliação

### Peneiramento in silico
O conteúdo do epítopo da célula T, que é um dos fatores que contribui para o risco de imunogenicidade, pode agora ser medido com relativa precisão usando ferramentas in silico. Algoritmos de imunoinformática para identificar epítopos de células T estão agora sendo aplicados para triagem de proteínas terapêuticas em categorias de alto risco e baixo risco. Essas categorias referem-se a avaliar e analisar se uma imunoterapia ou vacina causará imunogenicidade indesejada.
Uma abordagem é analisar as sequências de proteínas em quadros de peptídeos não -âmeros sobrepostos (isto é, 9 aminoácidos), cada um dos quais é então avaliado quanto ao potencial de ligação a cada um dos seis alelos HLA comuns de classe I que "cobrem" as origens genéticas da maioria dos humanos em todo o mundo. Ao calcular a densidade de quadros de alta pontuação dentro de uma proteína, é possível estimar a "pontuação de imunogenicidade" geral de uma proteína. Além disso, sub-regiões de quadros de pontuação alta densamente compactados ou "clusters" de imunogenicidade potencial podem ser identificados e os escores de cluster podem ser calculados e compilados.
Usando esta abordagem, a imunogenicidade clínica de uma nova proteína terapêutica pode ser calculada. Consequentemente, várias empresas de biotecnologia integraram a imunogenicidade in silico em seu processo pré-clínico, à medida que desenvolvem novos medicamentos de proteína.